# Johann Degen (Bildhauer)

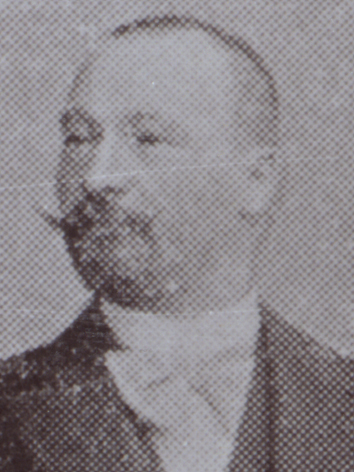
Porträt Johann Degen um 1900

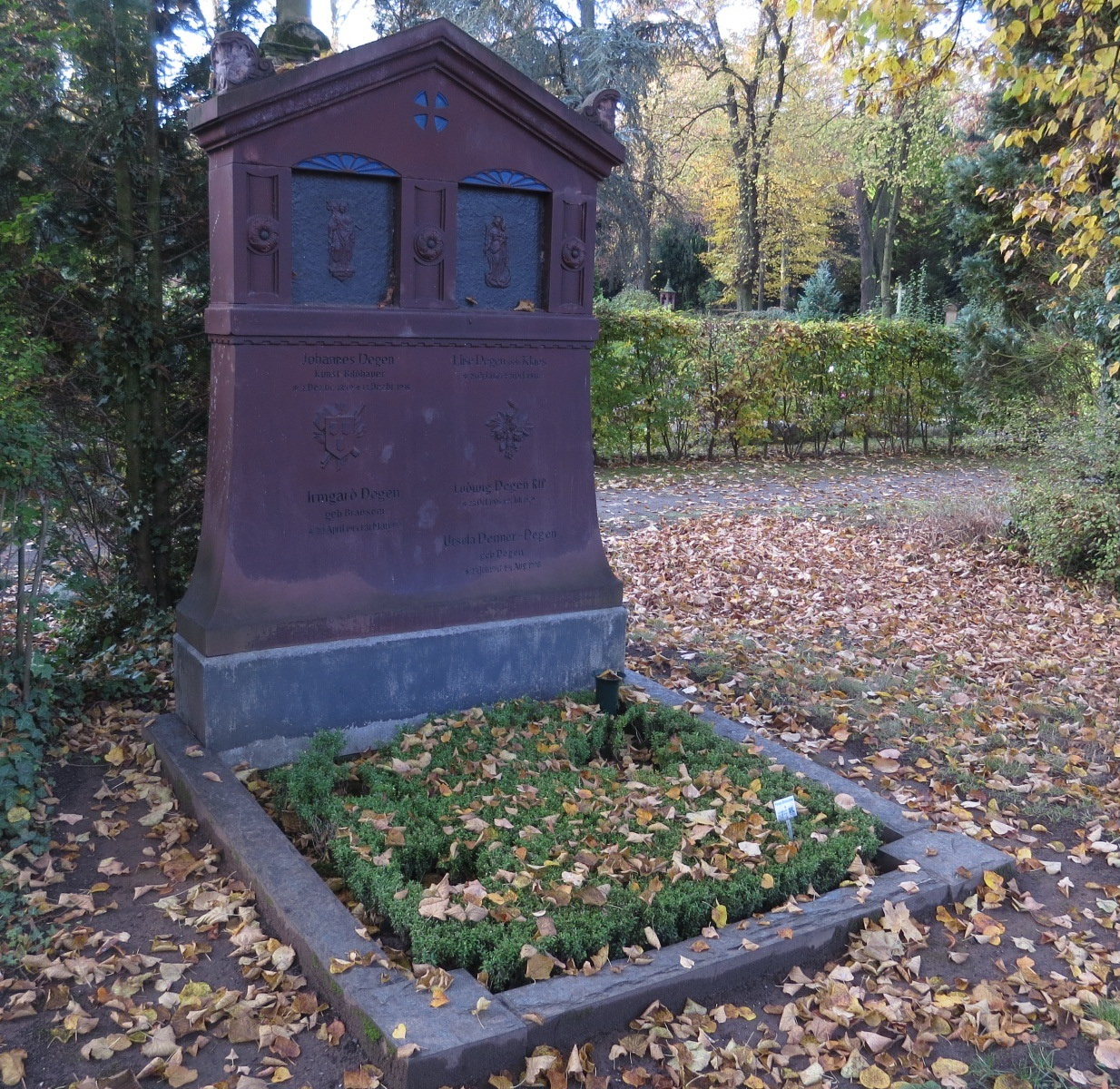
Grab der Familie Degen auf dem Kölner Melaten-Friedhof

Johann Degen, auch Jean Degen oder Johannes Degen, (* 2. Dezember 1849 in Köln; † 13. Dezember 1916 ebenda) war ein deutscher Bildhauer.

## Leben
Johann Degen absolvierte zunächst eine Lehre als Möbelschnitzer und Holzbildhauer. Danach erhielt er im Atelier des Kölner Bildhauers Wilhelm Albermann eine künstlerische Ausbildung. Um 1879 bekam er eine Anstellung als Lehrer für Modellieren (in Ton und Wachs) an der Gewerblichen Fachschule in Köln (eine der Vorgängereinrichtungen der heutigen Fachhochschule Köln). Ab 1880 war er als selbständiger Bildhauer tätig, seine Bauplastik fand auch weit über die Stadt Köln hinaus Beachtung.
Als lebensfroher Künstler fand er schnell den Weg zum Kölner Karneval, gestaltete Rosenmontagszüge und machte sich ebenso bei der Dekoration der entsprechenden Veranstaltungsräume verdient. Von 1902 bis 1907 war er Präsident der Roten Funken und von 1909 bis 1912 Vorsitzender der Großen Karnevalsgesellschaft.
Johann Degen fand auf dem Friedhof Melaten (Lit. M, Nr. 41–42) seine letzte Ruhestätte. In der Siedlung Poller Damm in Köln-Poll ist die Johann-Degen-Straße nach ihm benannt.

## Werk
- 1881: vier Bronze-Reliefporträts (Kaiser Wilhelm I., Kronprinz Friedrich, Otto von Bismarck, Helmuth von Moltke) und weitere Elemente in Bronze und Stein am Kriegerdenkmal in Dortmund (Architektur von Carl Nordmann und Julius Flügge; nicht erhalten)[3]
- 1889: Kriegerdenkmal für die Gefallenen der Kriege 1866 und 1870/1871 in Düren (Architektur von Georg Frentzen; nach erheblichen Kriegsschäden 1949 abgebrochen)[4]
- 1893?: Skulptur der Colonia vor dem Hauptpostamt in Köln, An den Dominikanern 4
- 1893: vier überlebensgroße Standbilder (Karl der Große, Großer Kurfürst, König Friedrich Wilhelm I., Kaiser Wilhelm I.) an der Fassade des Stadthauses in Halle (Saale), Markt 2 (1951 entfernt und zerstört)[5]
- 1897: Bauplastik am Gebäude der Reichsbank-Hauptstelle Köln, Unter Sachsenhausen (heute genutzt durch die Deutsche Bank AG)[6]
- 1897: Kaiser-Wilhelm-Denkmal in Bonn-Venusberg
- 1897: vier Porträt-Medaillons (Gebhard Leberecht von Blücher, Heinrich Friedrich Karl vom und zum Stein, Adolph Diesterweg, Johann Heinrich Pestalozzi) an der Fassade der Blücherschule in Wiesbaden, Blücherplatz (Architektur von Felix Genzmer)
- vor 1901: Bauplastik an der Fassade eines Wohnhauses am Georeonskloster in Köln (Architektur von Felix Genzmer)[7]
- 1911: Bauplastik am Gebäude des Oberlandesgerichts Köln, Reichenspergerplatz[8]

sowie undatiert:
- Bauplastik am Haus der Lesegesellschaft in Köln, Langgasse[9]
- Albertus-Magnus-Skulptur an der Universität zu Köln (nicht erhalten)